# Hnutí Ducha svatého
Hnutí Ducha svatého (HDS) v Ugandě bylo jednou z nábožensky orientovaných povstaleckých hnutí. Založila jej Alice Auma v srpnu 1986 poté, co ji k tomuto kroku údajně přiměl Svatý duch Lakwena.
Hnutí bylo poměrně dobře organizované se sofistikovanou strukturou. Vedení hnutí zůstávalo v rukou Svatého ducha Lakweny, jehož vůle byla, podle přesvědčení přívrženců hnutí, pouze tlumočena velitelem (Commander of Forces). Podle ideogie HDS bylo vyvoleným etnikem Ačoli, které bylo nejhříšnějším kmenem Ugandy. Proto byla k Ačoli seslána Lakwena, která jej má napravit. Další severní kmeny – Lango, Teso a Jopadhola – s HDS spolupracovaly pouze kvůli existenci společného nepřítele – lidu Bantu.